# Hospital municipal de Luxemburgo
El Hospital municipal de Luxemburgo o bien la Maternidad Gran Duquesa Charlotte (en francés: Hôpital municipal) es el principal hospital de la ciudad de Luxemburgo, en el sur del Gran Ducado de Luxemburgo. Se encuentra fuera de la carretera N6 "Route d'Arlon", en Rollingergrund, en el oeste de la ciudad. El hospital forma la mayor parte del Centro Hospitalario de Luxemburgo, el organismo encargado del cuidado de la salud del sector público en la ciudad de Luxemburgo.
Inaugurado en 1976 como parte del Centro Hospitalario, el hospital posee unas siete plantas (una de ellas subterránea) y ofrece todos los servicios de un hospital general.